# .uz
.uz es el dominio de nivel superior geográfico (ccTLD) para Uzbekistán. Los servicios de registro fueron operados anteriormente por Euracom GmBH, pero luego fueron redelegados a UZINFOCOM. Los registros se toman directamente en el segundo nivel, pero el registro previo también anunciaba la disponibilidad de registros en el tercer nivel debajo de co.uz y com.uz. También existen algunos nombres de dominio bajo otros registros de segundo nivel como org.uz.
En Letonia, .uz se usa como dirección de enlace corto: ej.uz, que significa "ir a".
.uz tiene un registro A y tenía un servidor HTTP desde al menos 1997.

## Dominios de segundo nivel
La tabla de dominios de segundo nivel de la zona de dominio .uz, términos de uso, requisitos, usuarios regulados, categorías de dominio.
| Dominio | Usuarios regulados                                                                                                  |
| ------- | --- |
| .for.uz | Perpetual domain for ID.UZ users with PassportID status.                                                            |
| .gov.uz | Instituciones estatales de Uzbekistán.                                                                              |
| .com.uz | Organizaciones comerciales                                                                                          |
| .co.uz  | |
| .ac.uz  | Institutos, instituciones de educación superior, instituciones culturales que realizan investigaciones científicas. |
| .edu.uz | Establecimientos educativos                                                                                         |
| .int.uz | Organizaciones internacionales.                                                                                     |
| .net.uz | Proveedores de servicio de Internet.                                                                                |
| .org.uz | Organizaciones sin ánimo de lucro.                                                                                  |
| .pp.uz  | Individuos. |